# Bainville-sur-Madon
Bainville-sur-Madon è un comune francese di 1 442 abitanti situato nel dipartimento della Meurthe e Mosella nella regione del Grand Est.

## Storia

### Simboli
Il Comune di Bainville-sur-Madon ha adottato come stemma civico le insegne della famiglia Callot, in onore del celebre incisore Jacques Callot.

## Monumenti e luoghi d'interesse
- Chiesa di San Martino, del XVII secolo.
- Casa di Jacques Callot, edificio ricostruito nel 1611 da Jean Callot, araldo del duca di Lorena e padre di Jacques; oggi è adibita a casa di riposo.

## Società

### Evoluzione demografica
Abitanti censiti